# Heterusia stoltzmannaria
Heterusia stoltzmannaria är en fjärilsart som beskrevs av Charles Oberthür 1881. Heterusia stoltzmannaria ingår i släktet Heterusia och familjen mätare. Inga underarter finns listade i Catalogue of Life.